# Chromis agilis
Chromis agilis es una especie de peces de la familia Pomacentridae en el orden de los Perciformes.

## Morfología
Los machos pueden llegar alcanzar los 7,5 cm de longitud total.

## Hábitat
Es un pez de mar.

## Distribución geográfica
Se encuentra desde el África Oriental hasta las Hawái, Pitcairn, la Gran Barrera de Coral y Nueva Caledonia.